# ダニエル・フット
ダニエル・ハリントン・フット（Daniel Harrington Foote）は、アメリカ合衆国出身の法学者。東京大学名誉教授。専門は法社会学。

## 来歴・人物
1976年ハーバード大学文理学部卒業（A.B.）。
ハーバード大学在学中に一年間早稲田大学に留学し、1981年にハーバード大学ロー・スクール修了、法学修士（J. D）。米国連邦地裁のロー・クラークに就任。
1983年に東京大学法学部に特別研究生として一年間在籍している（指導教官は松尾浩也）。
その後、合衆国最高裁判所ロー・クラーク、日産自動車法規部、弁護士を経て、1988年にワシントン大学（シアトル）ロースクールに教員として着任。
2000年にアメリカ人の法学者として初めて東京大学教授に就任している。2020年東京大学大学院法学政治学研究科・法学部教授を定年退職、東京大学名誉教授。

## 著書
- 『メディアと制度（融ける境 超える法4）』（東京大学出版会、2005年11月）（長谷部恭男と共編）
- 『裁判と社会―司法の「常識」再考（日本の<現代>4）』（NTT出版、2006年10月）（溜箭将之の翻訳）
- 『名もない顔もない司法―日本の裁判は変わるのか』（NTT出版、2007年11月）（同上）